# Football aux Jeux asiatiques de 1954
L'épreuve Football aux Jeux asiatiques de 1954 fut accueillie par Manille, aux Philippines du 1er mai au 8 mai 1954. 
Dans ce tournoi, 12 équipes disputent le tournoi mansculin. 

## Médailles

### Tableau des médailles
| Rang  | Nation       | Or | Argent | Bronze | Total |
| ----- | ------------ | -- | ------ | ------ | ----- |
| 1     | Taïwan       | 1  | 0      | 0      | 1     |
| 2     | Corée du Sud | 0  | 1      | 0      | 1     |
| 3     | Birmanie     | 0  | 0      | 1      | 1     |
| Total | Total        | 1  | 1      | 1      | 3     |

## Phase de poules

### Groupe A
| Rang | Équipe      | Pts | J | G | N | P | Bp | Bc | Diff |  | Résultats   |     |     |  |
| ---- | ----------- | --- | - | - | - | - | -- | -- | ---- |  | ----------- | --- | --- |  |
| 1    | Taïwan      | 4   | 2 | 2 | 0 | 0 | 7  | 2  | +5   |  | Taïwan      |     | 3-2 |  |
| 2    | Sud-Vietnam | 2   | 2 | 1 | 0 | 1 | 5  | 5  | 0    |  | Sud-Vietnam |     |     |  |
| 3    | Philippines | 0   | 2 | 0 | 0 | 2 | 2  | 7  | -5   |  | Philippines | 0-4 | 2-3 |  |

### Groupe B
| Rang | Équipe    | Pts | J | G | N | P | Bp | Bc | Diff |  | Résultats |  |     |     |
| ---- | --------- | --- | - | - | - | - | -- | -- | ---- |  | --------- |  | --- | --- |
| 1    | Indonésie | 4   | 2 | 2 | 0 | 0 | 9  | 3  | +6   |  | Indonésie |  | 4-0 | 5-3 |
| 2    | Inde      | 2   | 2 | 1 | 0 | 1 | 3  | 6  | -3   |  | Inde      |  |     |     |
| 3    | Japon     | 0   | 2 | 0 | 0 | 2 | 5  | 8  | -3   |  | Japon     |  | 2-3 |     |

### Groupe C
| Rang | Équipe       | Pts | J | G | N | P | Bp | Bc | Diff |  | Résultats    |     | Drapeau : Hong Kong |     |
| ---- | ------------ | --- | - | - | - | - | -- | -- | ---- |  | ------------ | --- | ------------------- | --- |
| 1    | Corée du Sud | 2   | 2 | 1 | 0 | 1 | 11 | 5  | +6   |  | Corée du Sud |     |                     | 8-2 |
| 2    | Hong Kong    | 2   | 2 | 1 | 0 | 1 | 7  | 5  | +2   |  | Hong Kong    | 3-3 |                     | 4-2 |
| 3    | Afghanistan  | 0   | 2 | 0 | 0 | 2 | 4  | 12 | -8   |  | Afghanistan  |     |                     |     |

### Groupe D
| Rang | Équipe    | Pts | J | G | N | P | Bp | Bc | Diff |  | Résultats |     |     |     |
| ---- | --------- | --- | - | - | - | - | -- | -- | ---- |  | --------- | --- | --- | --- |
| 1    | Birmanie  | 3   | 2 | 1 | 1 | 0 | 3  | 2  | +1   |  | Birmanie  |     | 2-1 |     |
| 2    | Pakistan  | 2   | 2 | 1 | 0 | 1 | 7  | 3  | +4   |  | Pakistan  |     |     | 6-1 |
| 3    | Singapour | 1   | 2 | 0 | 1 | 1 | 2  | 7  | -5   |  | Singapour | 1-1 |     |     |

## Phase finale

### Demi-finales
| 7 mai 1954 | Taïwan | 4 - 2 | Indonésie | Rizal Memorial Stadium, Manille |  |
|            |        |       |           |                                 |  |

| 7 mai 1954 | Corée du Sud                                           | 2 - 2 ap | Birmanie | Rizal Memorial Stadium, Manille |  |
|            |                                                        |          |          |                                 |  |
|            | La Corée du Sud accède à la finale par tirage au sort. |          |          |                                 |  |

### Match pour la3eplace
| 8 mai 1954 | Birmanie | 5 - 4 | Indonésie | Rizal Memorial Stadium, Manille |  |
|            |          |       |           |                                 |  |

### Finale
| 8 mai 1954 | Taïwan | 5 - 2 | Corée du Sud | Rizal Memorial Stadium, Manille |  |
|            |        |       |              |                                 |  |